# شیمون شورمیئی
شیمون سیمخا شورمیئی (لهستانی: Szymon Symcha Szurmiej؛ ‏ ۱۸ ژوئن ۱۹۲۳ – ۱۶ ژوئیهٔ ۲۰۱۴) بازیگر و کارگردان فیلم اهل لهستان بود. او مدیر «تئاتر یهودیان ورشو»، عضو کنگره جهانی یهودیان و از ژوئیه ۲۰۰۴ شهروند افتخاری ورشو بود.
از فیلم‌هایی که وی در آن‌ها نقش داشته‌است، می‌توان به یانوشیک، چقدر دور، چقدر نزدیک، مهمانسرا و آسایشگاه ساعت‌شنی اشاره نمود.
وی همچنین برندهٔ جوایزی همچون گلوریا آرتیس شده‌است.